# Kutch Behar
Furstendömet Kutch Behar ligger omkring 40 mil norr om Calcutta, vid den plats där Tista ansluter sig till Brahmaputra.
Bishwa Singha ersatte huvudstaden Chikna i bergen med Hingulabas på flodslätten. Senare härskare bedrev krig med bl.a. Manipur, Tripura Ghoraghat och 1661 Dhaka. Rup Narayan ändrade åter huvudstad; huvudstaden fick nu namnet Behar. Under Debendra Narayans styre förbättrades statsförvaltningen. Man hamnade senare under Bhutans dominans, men befriades från detta av Brittiska Ostindiska Kompaniet 1772.
Efter den indiska självständigheten 1947 blev Kutch Behar ett distrikt i delstaten Västbengalen.

## Lista övermaharajori furstendömet
| - 1510 – 1523 : Chandan Narayan - 1523 - 1554 : Bishwa Singha - 1554 – 1587 : Nar Narayan - 1587 – 1621 : Lakshmi Narayan - 1621 – 1626 : Bir Narayan - 1626 – 1665 : Pran Narayan - 1665 – 1680 : Mod Narayan - 1680 – 1682 : Vasudeo Narayan - 1682 – 1693 : Mahendra Narayan - 1693 - 1714 : Rup Narayan - 1714 - 1763 : Upendra Narayan - 1763 - 1765 : Debendra Narayan | - 1765 - 1770 : Dhairjendra Narayan (1:a gången) - 1770 - 1772 : Rajendra Narayan - 1772 - 1775 : Dharendra Narayan - 1775 - 1783 : Dhairjendra Narayan (2:a gången) - 1783 - 1839 : Harendra Narayan - 1839 - 1847 : Shivendra Narayan - 1847 - 1863 : Narendra Narayan - 1863 - 1884 : Nripendra Narayan - 1884 - 1911 : Nripendra Narayan - 1911 - 1913 : Rajendra Narayan - 1913 - 1922 : Jitendra Narayan - 1922 - 1947 : Jagaddipendra Narayan |